# Ängelsbäcksstrand och Segeltorpsstrand
Ängelsbäcksstrand och Segelstorpsstrand är en av SCB avgränsad och namnsatt småort i Båstads kommun i Skåne län. Den omfattar bebyggelse i Ängelsbäcks strand och Segelstorps strand belägna i vid kusten norr om Vejbystrand i Grevie socken. 
I orterna finns både fritids- och åretruntboende. I området bor den skånske artisten Hasse Andersson. Det finns en tennisbana i Segelstorps strand, som drivs av Segel Bäcks Tennis Klubb (SBTK).  I Segelstorps strand finns även den lilla sommaraffären ”Affären Affären”. I närheten av orterna ligger naturreservat och Vistorps hamn.[källa behövs]